# Glukuronska kislina
Glukuronska kislina (grško γλυκερός - »sladek«) je karboksilna kislina, ki je derivat glukoze in se od nje razlikuje le po oksidiranem ogljiku na šestem mestu v molekuli (namesto hidroksilne skupine imamo pri glukuronski kislini karboksilno skupino). Njena kemijska formula je C6H10O7.
Glukuronska kislina se nahaja v živalskih in rastlinskih organizmih. V presnovi ima pomembno vlogo v procesu razstrupljanja, saj se številne eksogene in endogene snovi v telesu v drugi fazi metabolizma konjugirajo s to kislino. Konjugacija z glukuronsko kislino naredi dotično molekulo bolje vodotopno in s tem se olajša izločanje s sečem.
Glukuronska kislina je topna v vodi in alkoholu. Njeno tališče je pri 165 °C. V kristalinični obliki izkazuje mutarotacijo.